# Eudonia madagascariensis
Eudonia madagascariensis là một loài bướm đêm trong họ Crambidae.